# شرادها سرینات
شرادها سرینات (به انگلیسی: Shraddha Srinath) (زاده ۲۹ سپتامبر ۱۹۹۰) بازیگر هندی است.
از کارهای معروف او می‌توان به بازی در فیلم ویکرام ودها، نگاه مستقیم و در آسمان اشاره کرد.